# Khaudum (Fluss)
Der Khaudum (selten auch Kaudom oder Xaudom; nicht zu verwechseln mit dem benachbarten Chadom) ist ein Omuramba im Nordosten Namibias und Botswanas.

## Verlauf
Er entspringt in der Region Kavango-Ost in Namibia und fließt in östliche Richtung. Der Khaudum mündet in den Okavango, in dem Bereich, in dem er in des Okavangodelta übergeht. Der Omuramba liegt in Namibia zu weiten Teilen im Khaudum-Nationalpark.
Der Omuramba Khaudum ist durch ein flaches Ufer und sandigem Gebiet gekennzeichnet, während der Omuramba Nhoma, ein rechter Nebenfluss des Omuramba Chadom, vor allem durch felsiges Gebiet führt. Am Südufer des Khaudum befinden sich Makalanipalmen.
Die multinationale Permanent Okavango River Basin Water Commission zeigt sich für den Khaudum verantwortlich.